# Сайрус, Ноа
Ноа Сайрус (англ. Noah Cyrus, род. 8 января 2000, Нашвилл, Теннесси, США) — американская певица и актриса.

## Биография
Ноа Линдси Сайрус родилась 8 января 2000 года в Нашвилле, штат Теннесси, в семье американского кантри-исполнителя Билли Рэя Сайруса и его жены Тиш (Летисии) Сайрус. У Ноа есть старшие сёстры Бренди и Майли Сайрус, также старшие братья Брайсон и Трейс Сайрус.
В возрасте двух лет Сайрус начала актерскую карьеру, сыграв Грейси Герберт в шестом эпизоде первого сезона телесериала «Док», в котором главную роль исполнил её отец Билли Рэй Сайрус. Она появилась в роли танцовщицы в фильме 2009 года «Ханна Монтана: Кино» и в период с 2006 по 2010 годы исполнила эпизодические роли в шести эпизодах сериала Disney Channel «Ханна Монтана». В обоих проектах главную роль сыграла её старшая сестра Майли Сайрус. В 2008 году Сайрус снялась в фильме «Небольшое привидение». В 2008 году Сайрус озвучила главную героиню в англоязычной версии аниме-фильма «Рыбка Поньо на утёсе». Также совместно с Фрэнки Джонасом она исполнила англоязычную версию музыкальной темы этого фильма. В 2021 году Сайрус выступила приглашенной актрисой в эпизоде «Game Over» сериала «Американские истории ужасов», сыграв персонажа по имени Конни.
Продолжительное время встречалась с репером Lil Xan, но пара рассталась, чему посвящена ее песня «July», которая вышла 31 июля 2019 года. Сама Ноа назвала их отношения ошибкой
Сейчас находится в отношениях с репером Smokepurpp.

## Карьера

### Актёрская карьера
Ноа впервые попробовала себя в актёрской карьере в раннем возрасте, когда снялась в нескольких эпизодах телесериала «Доктор» в роли Грейси Герберт. У неё было несколько эпизодических ролей в сериале «Ханна Монтана» и фильме «Ханна Монтана: Кино». В 2008 году Ноа озвучила главного персонажа Поньо в мультфильме «Рыбка Поньо на утёсе».

### Музыкальная карьера
15 ноября 2016 года стало известно, что Ноа подписала контракт с лейблом RECORDS и в тот же день выпустила свой дебютный сингл «Make Me (Cry)», записанный совместно с певцом Labrinth. Также был анонсирован дебютный альбом под названием NC-17. 14 апреля 2017 года был выпущен её второй сингл «Stay Together». 25 мая 2017 года вышла песня под названием «I’m Stuck». 21 сентября был выпущен её новый сингл «Again» при участии рэпера XXXTentacion.
26 октября 2017 года вышел сингл Алана Уокера «All Falls Down» с участием певицы.

## Фильмография
| Год       |    | Русское название            | Оригинальное название     | Роль                                                                         |
| --------- | -- | --------------------------- | ------------------------- | ---------------------------------------------------------------------------- |
| 2002—2004 | с  | Доктор                      | Doc                       | Грейси Герберт                                                               |
| 2006—2010 | с  | Ханна Монтана               | Hannah Montana            | маленькая покупательница / девочка с мороженым / девочка / маленькая девочка |
| 2008      | мс | Новая школа императора      | The Emperor's New School  | Ребенок в толпе                                                              |
| 2008      | мф | Рыбка Поньо на утёсе        | Ponyo                     | Поньо                                                                        |
| 2008      | ф  | Небольшое привидение        | Mostly Ghostly            | «Кошелёк или жизнь»                                                          |
| 2009      | ф  | Ханна Монтана: Кино         | Hannah Montana: The Movie | Маленькая танцовщица                                                         |
| 2021      | с  | Американские истории ужасов | American Horror Stories   | Конни                                                                        |

## Дискография

### Студийные альбомы
| Название         | Детали                                                                                                |
| ---------------- | --- |
| The Hardest Part | - Выпущен: 16 сентября 2022 - Лейбл: RECORDS, Columbia - Форматы: CD, LP, цифровая загрузка, стриминг |

### Мини-альбомы
| Good Cry                                                                             | - Выпущен: 21 сентября 2018 - Лейбл: RECORDS, Columbia - Форматы: CD, цифровая загрузка, стриминг | —   | 13 | —  | —  | —  | —  |
| The End of Everything                                                                | - Выпущен: 15 мая 2020 - Лейбл: RECORDS, Columbia - Форматы: CD, цифровая загрузка, стриминг      | 124 | 1  | 64 | 45 | 20 | 88 |
| People Don't Change                                                                  | - Выпущен: 23 апреля 2021 - Лейбл: RECORDS, RCA - Форматы: CD, цифровая загрузка, стриминг        | —   | —  | —  | —  | —  | —  |
| «—» означает, что мини-альбом не попал в чарт или не был выпущен на этой территории. |                                                                                                   |     |    |    |    |    |    |

### Синглы
| Название                                                                   | Год  | Позиция | Позиция | Позиция | Позиция | Позиция | Позиция | Позиция | Позиция | Позиция | Позиция | Сертификация | Альбом                |
| Название                                                                   | Год  | US      | AUS     | CAN     | DEN     | IRE     | NLD     | NOR     | NZ Hot  | SWE     | UK      | Сертификация | Альбом                |
| -------------------------------------------------------------------------- | ---- | ------- | ------- | ------- | ------- | ------- | ------- | ------- | ------- | ------- | ------- | --- | --------------------- |
| «Make Me (Cry)» (при участии Labrinth)                                     | 2016 | 46      | 67      | 46      | 39      | 51      | 65      | 6       | —       | 20      | 88      | - RIAA: 2×Платиновый - BPI: Серебряный - ARIA: Платиновый - GLF: Платиновый - IFPI DEN: Золотой - MC: Платиновый | Неальбомный сингл     |
| «Stay Together»                                                            | 2017 | —       | —       | —       | —       | —       | —       | —       | —       | —       | —       | - RIAA: Золотой - ARIA: Золотой - MC: Золотой                                                                    | Неальбомный сингл     |
| «I’m Stuck»                                                                | 2017 | —       | 94      | —       | —       | —       | —       | —       | —       | —       | —       | | Неальбомный сингл     |
| «Almost Famous»                                                            | 2017 | —       | —       | —       | —       | —       | —       | —       | —       | —       | —       | | Неальбомный сингл     |
| «Again» (при участии XXXTentacion)                                         | 2017 | —       | —       | 91      | —       | —       | —       | —       | —       | —       | —       | - RIAA: Золотой - MC: Золотой                                                                                    | Неальбомный сингл     |
| «We Are…» (при участии MØ)                                                 | 2018 | —       | —       | —       | —       | —       | —       | —       | —       | —       | —       | | Неальбомный сингл     |
| «Team» (совместно с MAX)                                                   | 2018 | —       | —       | —       | —       | —       | —       | —       | —       | —       | —       | | Неальбомный сингл     |
| «Lately» (совместно с Tanner Alexander)                                    | 2018 | —       | —       | —       | —       | —       | —       | —       | —       | —       | —       | | Неальбомный сингл     |
| «Live or Die» (совместно с Lil Xan)                                        | 2018 | —       | —       | —       | —       | —       | —       | —       | 37      | —       | —       | | Неальбомный сингл     |
| «Mad at You» (совместно с Gallant)                                         | 2018 | —       | —       | —       | —       | —       | —       | —       | —       | —       | —       | | Good Cry              |
| «July» (сольно или совместно с Leon Bridges)                               | 2019 | 85      | 40      | 40      | —       | 24      | —       | 30      | 8       | 78      | 66      | - RIAA: 3×Платиновый - ARIA: 4×Платиновый - BPI: Золотой - MC: 5×Платиновый - IFPI DEN: Золотой                  | The End of Everything |
| «Lonely»                                                                   | 2019 | —       | —       | —       | —       | —       | —       | —       | 16      | —       | —       | - RIAA: Золотой - ARIA: Золотой                                                                                  | The End of Everything |
| «Fuckyounoah» (совместно с London on da Track)                             | 2019 | —       | —       | —       | —       | —       | —       | —       | 37      | —       | —       | | Неальбомный сингл     |
| «I Got So High That I Saw Jesus» (сольно или совместно с Майли Сайрус)     | 2020 | —       | —       | —       | —       | —       | —       | —       | 33      | —       | —       | | The End of Everything |
| «Young & Sad»                                                              | 2020 | —       | —       | —       | —       | —       | —       | —       | 21      | —       | —       | | The End of Everything |
| «All Three»                                                                | 2020 | —       | —       | —       | —       | —       | —       | —       | —       | —       | —       | | Неальбомный сингл     |
| «Dear August» (совместно с PJ Harding)                                     | 2021 | —       | —       | —       | —       | —       | —       | —       | 17      | —       | —       | | People Don't Change   |
| «You Belong to Somebody Else» (совместно с PJ Harfing)                     | 2021 | —       | —       | —       | —       | —       | —       | —       | —       | —       | —       | | People Don't Change   |
| «The Worst of You» (совместно с PJ Harding)                                | 2021 | —       | —       | —       | —       | —       | —       | —       | 20      | —       | —       | | People Don't Change   |
| «I Burned LA Down»                                                         | 2022 | —       | —       | —       | —       | —       | —       | —       | 30      | —       | —       | | The Hardest Part      |
| «Mr. Percocet»                                                             | 2022 | —       | —       | —       | —       | —       | —       | —       | 39      | —       | —       | | The Hardest Part      |
| «Ready to Go»                                                              | 2022 | —       | —       | —       | —       | —       | —       | —       | —       | —       | —       | | The Hardest Part      |
| «—» означает, что сингл не попал в чарт или не издавался в данном регионе. |      |         |         |         |         |         |         |         |         |         |         | |                       |

## Награды и номинации
| Год  | Награда                         | Категория                                | Работа                                    | Результат |
| ---- | ------------------------------- | ---------------------------------------- | ----------------------------------------- | --------- |
| 2017 | Radio Disney Music Awards       | Лучший новый исполнитель                 | Она сама                                  | Номинация |
| 2017 | Radio Disney Music Awards       | Лучшая песня о разрыве отношений         | «Make Me (Cry)»                           | Номинация |
| 2017 | MTV Video Music Awards          | Лучшее дебютное видео                    | Она сама                                  | Номинация |
| 2017 | MTV Europe Music Awards         | Лучший push-исполнитель                  | Она сама                                  | Номинация |
| 2018 | Nickelodeon Kids' Choice Awards | Любимый новый исполнитель                | Она сама                                  | Номинация |
| 2018 | MTV Video Music Awards          | Лучший push-исполнитель                  | Она сама                                  | Номинация |
| 2021 | CMT Music Awards                | Лучшее кантри-выступление на телевидении | «This Is Us» (совместно с Джимми Алленом) | Номинация |
| 2021 | «Грэмми»                        | Лучший новый исполнитель                 | Она сама                                  | Номинация |